# Artère pancréatico-duodénale inférieure
L'artère pancréatico-duodénale inférieure (ou artère pancréatico-duodénale gauche de Rouvière ou artère pancréatico-duodénale postéro-inférieure de Calas ou tronc commun des artères pancréatiques inférieures de Calas) est une artère systémique de l'abdomen qui vascularise le pancréas et le duodénum.

## Origine
L'artère pancréatico-duodénale inférieure est issue du bord droit de l'artère mésentérique supérieure, au niveau du bord inférieur du col du pancréas et en face du bord supérieur de la partie inférieure du duodénum.

## Trajet
L'artère pancréatico-duodénale inférieure se divise rapidement en un rameau antérieur et un rameau postérieur.
Le rameau antérieur longe la face antérieure de la tête du pancréas et le rameau postérieur suit sa face postérieure.
Les deux rameaux s'anastomosent avec les branches correspondante issue de l'artère gastro-duodénale : les artères pancréatico-duodénales supéro-antérieure et supéro-postérieure pour former des arcades artérielles.

## Zone de vascularisation
L'artère pancréatico-duodénale inférieure vascularise la tête du pancréas, les deuxième et troisième parties du duodénum et une partie du conduit cholédoque.

## Images supplémentaires

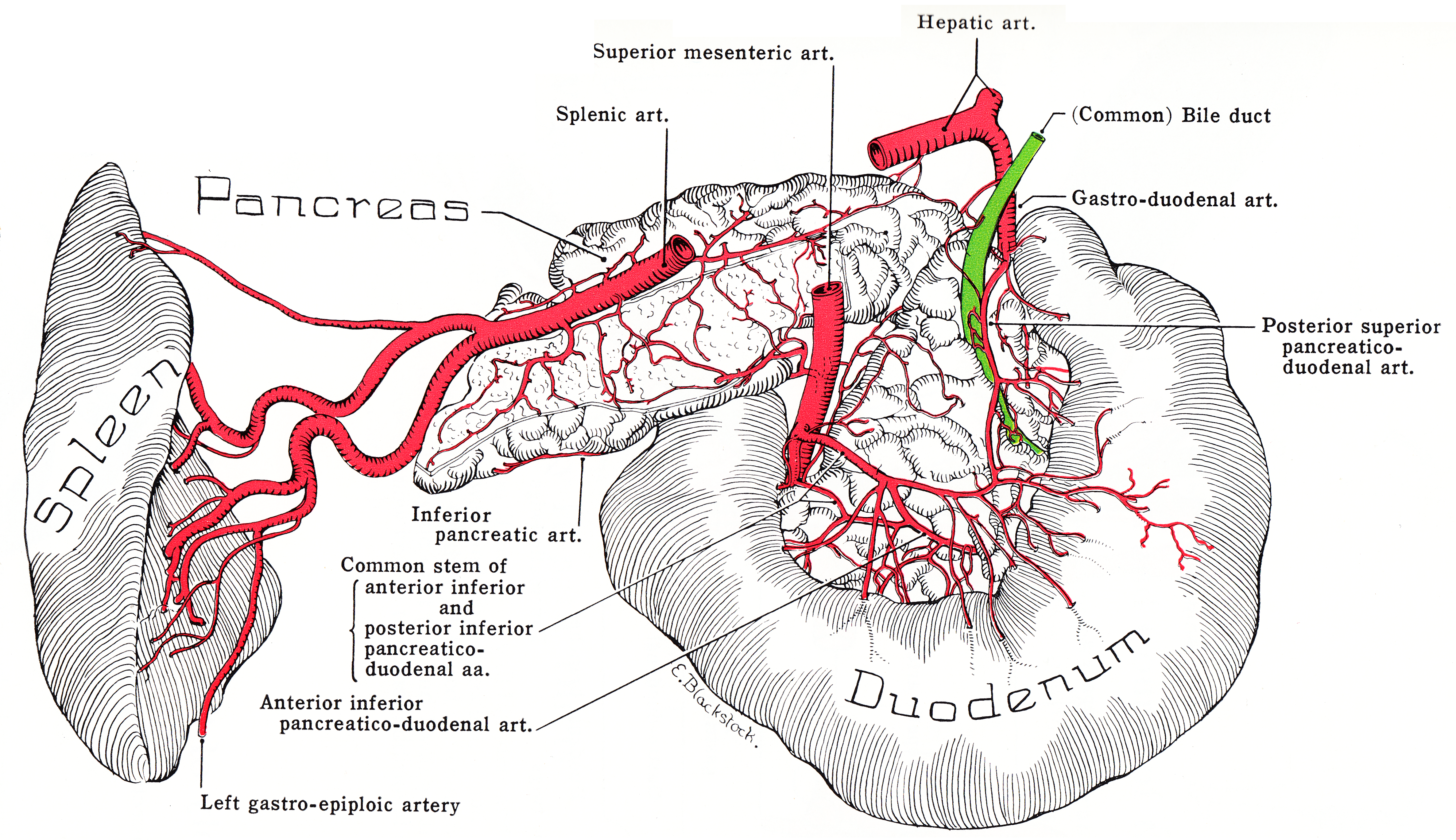
Dissection anatomique montrant l'origine des deux artères pancréatico-duodénales inférieures.
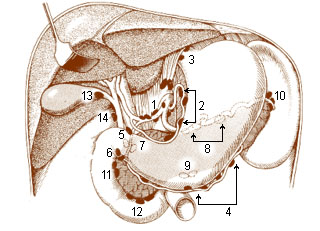
Artère pancréatico-duodénale inférieure légendée en #12.